# Білоцерківський повіт
Васильківський повіт (з 1919 Білоцерківський) — адміністративно-територіальна одиниця Київської губернії Російської імперії. Повітовий центр — місто Васильків, з 1919 Біла Церква.

## Опис
Повіт розташовувався у центральній частині губернії. На півночі і сході межував з Київським повітом, на південному сході з Канівським, на півдні з Таращанським і Сквирським повітом на заході. Площа повіту становила 3661 кв. версту (близько 4500 км²).
У повіті на 1900 рік було 237 населених пунктів, розподілених між 20 волосними правліннями.
Згідно з переписом населення Російської імперії 1897 року в повіті мешкало 315 823 осіб, з них: 83,62% — українці, 12,11% — євреї, 2,25% — росіяни, 1,79% — поляки.
У липні 1919 року центр Васильківського повіту було переведено до Білої Церкви. Останній при цьому було надано статус міста, а повіт перейменовано на Білоцерківський. Весь внутрішній поділ залишився без змін. Завдяки цьому у Київській губернії виникло перше з 1846 року позаштатне місто — Васильків.
7 березня 1923 року повіт було ліквідовано, його територія увійшла до складу Білоцерківського, Великополовецького, Гребінківського, Кожанського, Рокитнянського, Узинського, Фастівського районів Білоцерківської округи та Васильківського району Київської округи.

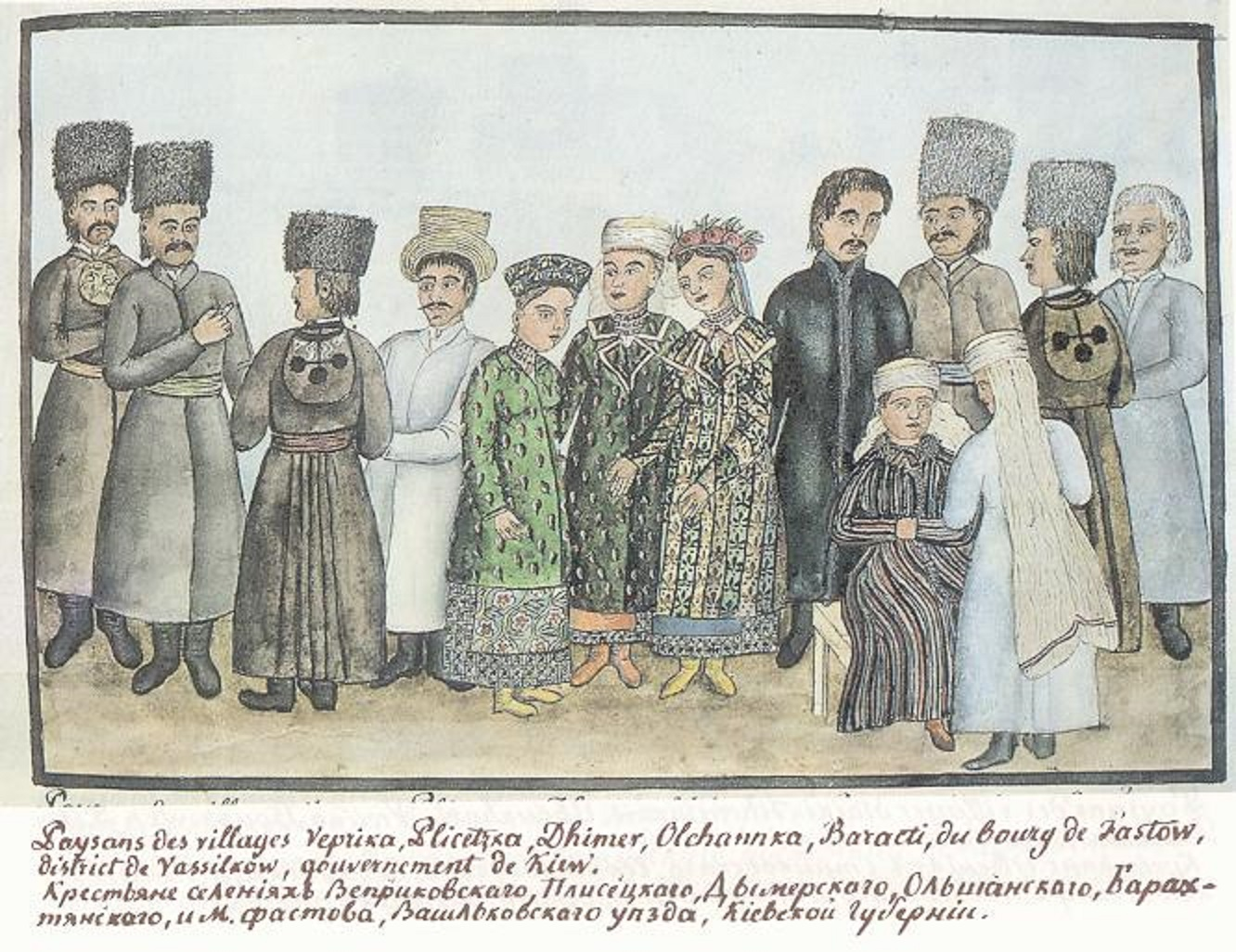
Мешканці Веприка, Барахти, Фастова; Васильківського повіту, Київської губернії Мал. П'єра Де ля Фліза (1848)

## Адміністративний поділ повіту

### на 1861 рік
Волості: Білоцерківська, Блащинецька, Василівська, Велико Половецька, Вільшанська, Вінцентівська, Ганницько Ставського, Гребінківська, Дроздівська, Дулицківська, Єзерківська, Ковалівська, Кожанівська, Ксаверівська, Лосятинська, Маніївська, Мала Половецька, Мотовилівська, Насмашківська, Островська, Пищинівська, Рокитянська, Ромашківська, Саварківська, Синявська, Спендівська, Солтанівська, Телешівська, Триліська, Трушківська, Храпачівська, Черкаська, Шарківська, Шасіраївська, Яблунівська, Янківська, Яцківська.

### на 1900 рік
На 1900 рік повіт складався з 20 волостей:
- місто Васильків з передмістями Западинці, Застугна, Здорівка, Піски (входили до складу Васильківської волості).
- Барахтянська
- Білоцерківська
- Блощинська
- Василівська
- Васильківська
- Великополовецька
- Веприківська
- Вінцентівська
- Гребінківська
- Єзерянська
- Ковалівська
- Кожанська
- Малополовецька
- Мотовилівська
- Острівська
- Рокитнянська
- Трушківська
- Фастівська
- Черкаська
- Шамраївська

### Білоцерківський повіт
За даними 1919 року в повіті налічувалось 237 населених пунктів, в тому числі 2 міста — повітове Біла Церква та заштатне Васильків та 3 містечка — Гребінки, Рокитне, Фастів.
Повіт поділявся на 24 волості. 
- Бакумівська (утворена після 1917 року)
- Барахтянська
- Білоцерківська
- Блощинська
- Василівська
- Васильківська
- Великополовецька
- Веприківська
- Вінцентівська
- Гребінківська
- Єзерянська
- Ковалівська
- Кожанська
- Малополовецька
- Мотовилівська
- Ольшаницька (відновлена після 1917 року)
- Острівська
- Рокитнянська
- Трушківська
- Узинська (відновлена після 1900 року)
- Фастівська
- Черкаська
- Шамраївська

## Маршалки шляхти
Виборними маршалками шляхти Васильківського повіту були:
- Ян Хоєцький[pl] (1748–1817), маршалек махновецький (1804–1816), потім васильківський (1816–1817)
- Ян Борковський
- Юзеф Казимир Руликовський (1780–1860)[2]
- Юзеф Просура
- Едмунд Руликовський (1809–1888)[3]
- Фаустин Руликовський (1810–?)[4]
- Яким Гудим Левкович[5]
- Микола Гудим Левкович[5]